# Шевченко (Москаленський район)
Шевченко (рос. Шевченко) — село в Москаленському районі Омської області Російської Федерації в якому проживає 944 жителі (2010). Адміністративний центр Шевченківське сільське поселення.

## Географія
Село розташоване в лісостепу в межах Ішимської рівнини, що відноситься до Західно-Сибірської рівнини. Річки та озера відсутні. Село оточене полями, зрідка зустрічаються березові та березово-осикові колки. Поширені чорноземи язиковаті звичайні. Висота центру населеного пункту — 116 метрів над рівнем моря.
Автомобільними дорогами відстань до районного центру селища Москаленки — 18 км, а до обласного центру міста Омськ — 120 км. Найближча залізнична станція розташована в селищі Москаленки.

## Клімат
Клімат помірний континентальний (згідно класифікації кліматів Кеппена-Гейгера — тип Dfb). Середньорічна температура позитивна і становить +1,3 °С, середня температура самого холодного місяця січня -17,5 °C, а найтеплішого місяця — липня +19,5 °С. Багаторічна норма опадів — 377 мм, найбільша кількість опадів випадає в липні — 64 мм, найменше у березні — 13 мм.

## Історія
Село засноване в 1906 році переселенцями з Чернігівської, Київської, Полтавської, Орловської, Могильовської губерній. Село відносилося до Української волості Омського повіту Акмолінської області. Для пиття воду брали з колодязів. Переселенці привозили з собою коней, корів, вози. Головне заняття жителів — хліборобство, скотарство було розвинене слабо. У 1902 році в селі було відкрито початкове народне сільське училище.
У 1922 році створюється комуна «Біднота», потім з 1930 року з'являються колгоспи «Червоний українець» та імені Шевченка.
Більше 300 жителів села брали участь у бойових діях на фронтах Другої світової війни.
У 1969 році село перейменовано на Шевченко.

## Населення
За даними Всеросійської перепису, в 2010 році у селі проживало 944 особи, а в 2002 році — на 13,1 % більше — 1 068 жителів.